# Седунов, Александр Петрович
Алекса́ндр Петро́вич Седуно́в (1919—1992) — участник Великой Отечественной войны, Герой Советского Союза.

## Биография
Александр Петрович Седунов родился 7 ноября 1919 в деревне Урдома Сольвычегодского уезда Северо-Двинской губернии (ныне Ленского района Архангельской области), что стоит на берегу реки Вычегды. Здесь он окончил школу, работал бухгалтером, затем главным бухгалтером Ленской райзаготконторы.
В Красную Армию был призван в 1939 году. Служил в Красноярске, затем в Барнауле. В первые же дни войны в составе стрелковой дивизии выехал на Западный фронт.
Полк, в котором служил Седунов, находился на самом ответственном участке фронта, обороняя дорогу Москва — Ельня. Немцы уже не раз пытались овладеть этой важнейшей магистралью. В течение 26 суток воины сибирской дивизии отбивали вражеские атаки. А потом пошли в наступление и освободили город Ельня. В этой операции было разбито 8 немецких соединений. В сражениях под Москвой Александр Седунов не раз проявлял мужество и отвагу при отражении танковых атак врага. При освобождении города Малоярославца был ранен.
После выздоровления вновь вернулся в свою часть и узнал о решении командования отправить его в Московское военно-инженерное училище, которое он окончил в 1943 году. В 1946—1953 гг. служил на Сахалине: в Южно-Сахалинске в должности помощника начальника штаба 51-го инженерного-саперного полка Дальневосточного военного округа. Решением общих собраний коллективов комбината «Сахалинуголь», областного управления связи, военного госпиталя, педагогического училища и военнослужащих Сахалинского пограничного отряда был выдвинут кандидатом в депутаты и 21 декабря 1947 года избран депутатом Сахалинского областного Совета депутатов трудящихся по 37 избирательному округу.
С 1974 полковник в запасе А. П. Седунов — жил в Городе-Герое Ленинграде. Похоронен на Волковском лютеранском кладбище в Санкт-Петербурге. Там же, в 2003 году, похоронена его жена ‒ Анна Максимовна Седунова.

## Подвиг
Командир роты 68-го отдельного штурмового инженерно-сапёрного батальона лейтенант А. П. Седунов 3 октября 1943 года при форсировании Днепра северо-западнее города Кременчуг руководил паромной переправой. Во время рейса паром был повреждён. Лейтенант Седунов в короткий срок устранил течь и продолжал переправу. За несколько рейсов переправил всю артиллерию двух стрелковых полков, что обеспечило захват и удержание плацдарма. Во время выгрузки, будучи раненным, вынес из-под вражеского огня раненого командира полка. Был ранен сам.
Указом Президиума Верховного Совета СССР «О присвоении звания Героя Советского Союза генералам, офицерскому, сержантскому и рядовому составу Красной Армии» от 22 февраля 1944 года за «образцовое выполнение боевых заданий командования при форсировании реки Днепр, развитие боевых успехов на правом берегу реки и проявленные при этом отвагу и геройство» удостоен звания Героя Советского Союза с вручением ордена Ленина и медали «Золотая Звезда» (№ 2597). 
После излечения в госпитале вновь вернулся в свою часть. Участвовал в Ясско-Кишинёвской операции, освобождал Чехословакию, форсировал Дунай, штурмовал столицу Венгрии — Будапешт. В боях за Вену получил третье ранение.

## Награды
Награждён медалью «Золотая Звезда», орденом Ленина (22.02.1944), орденом Отечественной войны 1 степени (11.03.1985), орденом Отечественной войны 2 степени (21.11.1944), орденом Красной Звезды, медалью За боевые заслуги (15.09.1943).

## Память
В память о герое в Урдоме именем А. П. Седунова названа улица.

## Источник
- Золотые звёзды северян. Архангельск: Северо-Западное книжное издательство, 1971. — С. 191—194.
- Наградной лист Седунова. Представление к присвоению звания «Герой Советского Союза».